# Rue Léopold (Bruxelles)
Pour les articles homonymes, voir Rue Léopold.
La rue Léopold est une artère de Bruxelles-ville.

## Situation et accès
Cette rue va de la rue de l'Écuyer à la rue du Fossé aux Loups. 

## Origine du nom
Elle rend hommage au premier roi des Belges Léopold Ier. 

## Historique
Tracée en 1819 à l'époque du royaume uni des Pays-Bas dans le cadre d'un projet d'urbanisme autour du théâtre de la Monnaie, elle portait alors le nom de « rue Guillaume » en hommage au roi Guillaume Ier des Pays-Bas. Après la révolution belge, elle fut débaptisée et renommée « rue Léopold ». 
Elle occupe l'emplacement de l'ancien couvent des Dominicains.

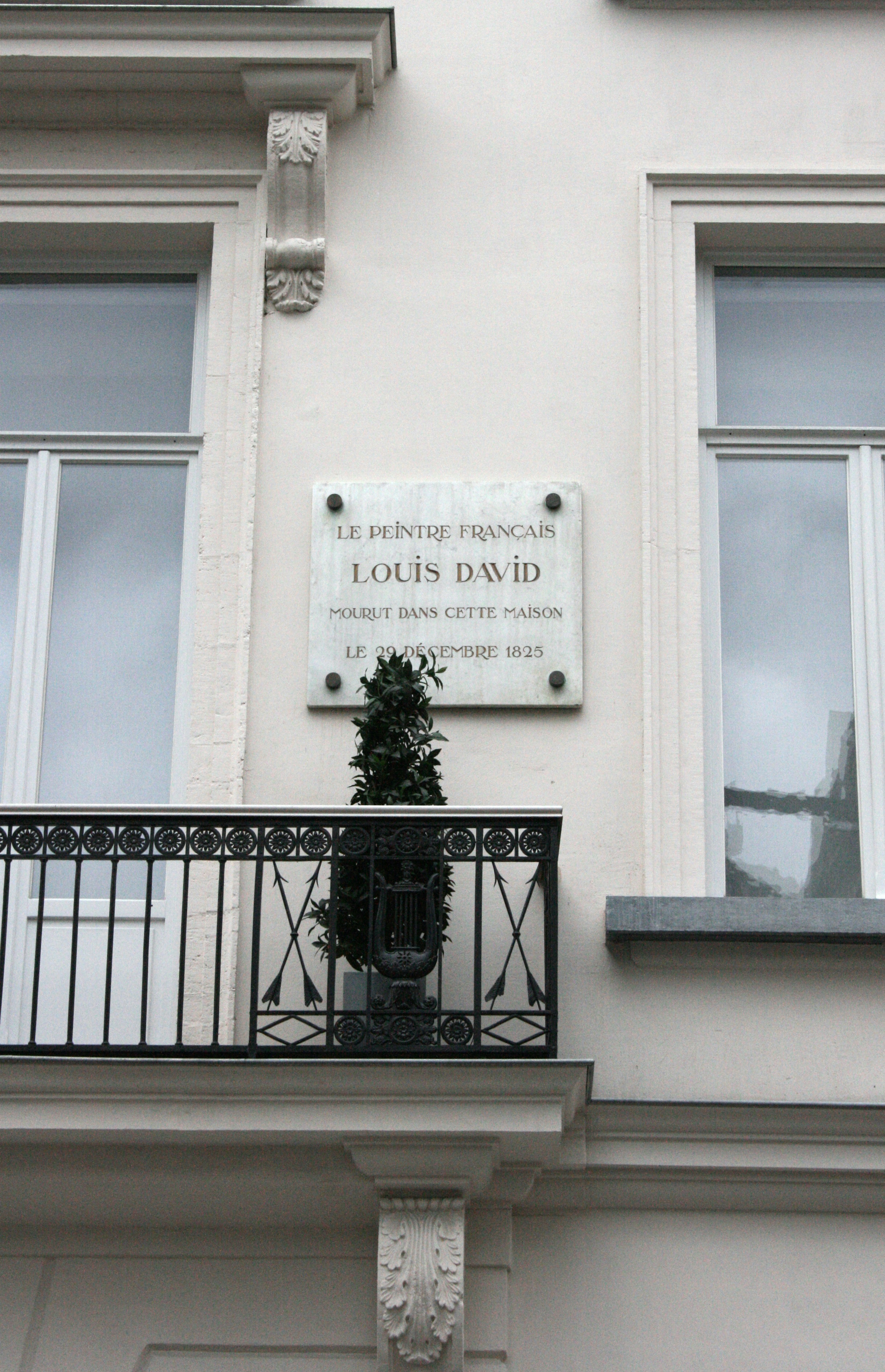
Plaque commémorative de Louis David

## Édifices remarquables
Sur la façade du bel édifice néoclassique du n°5-7 est apposée une plaque commémorative rappelant que le peintre français Jacques-Louis David, exilé à Bruxelles, est mort à cet endroit le 29 décembre 1825.